# Napóleon (film, 2002)
Napóleon (eredeti címe: Napoléon) 2002-ben bemutatott színes négyrészes francia-német-brit történelmi tévéfilm-eposz, Yves Simoneau rendezésében, nemzetközi szereposztással. A címszerepet Christian Clavier alakítja. A film Max Gallo francia történész, író és politikus 1997-ben kiadott Napoléon című történelmi monográfiáján alapul. bemutatja Napoléon Bonaparte tábornok felemelkedését, a francia direktórium megdöntésétől, a konzulátuson át a franciák császárává válásáig, győzelmes csatáit, majd vereségét, és haláig tartó száműzetését. Ellentétben a hasonló témájú brit-amerikai művekkel, a császárt nem démonnak vagy bohócnak ábrázolja, hanem bemutatja személyiségének alakulását, politikai döntéseinek motivációit, tévedéseit, hódító hadjáratainak okait és következményeit, és tárgyalja a császárt körülvevő Bonaparte család hatalomvágyó tagjainak és az opportunista udvaroncoknak intrikáit és árulásait, melyek révén a császárt saját érdekeik szerint igyekeztek befolyásolni, gyakran sikerrel.

## Cselekmény

### 1. rész: 1795–1800
A Szent Ilona-szigeten fogságban élő magányos császár szenved  „börtönőrének”, Hudson Lowe brit kormányzónak zaklatásaitól és sértegetéseitől. Egy helybéli angol lánynak, aki gondoskodik róla, elmeséli élete dicső időszakait.
1795-ben Bonaparte tábornokot – korábbi hadi sikere ellenére – szolgálaton kívüli állományba helyezik. Szerény anyagi körülmények között él Párizsban. Megismerkedik az özvegy Josephine de Beauharnais-val, Paul Barrasnak, a direktórium vezetőjének régi szeretőjével. 1795 októberében tüzérség bevetésével véresen leveri a royalisták felkelését, megerősítve Barras hatalmát. Kinevezik az itáliai hadsereg parancsnokává. Sietve feleségül veszi Joséphine-t, polgári eljárással. Az 1796–1797-as (első) itáliai hadjáratban, seregének gyenge felszereltsége ellenére nagy győzelmeket arat. Szárnysegédje és jóbarátja, Jean-Baptiste Muiron ezredes elesik az arcolei csatában. Dicsőséggel tér vissza Párizsba. Megtudja, hogy Joséphine rendszeresen megcsalja őt Hippolyte Charles huszárkapitánnyal, de az asszony kimagyarázza magát. Bonaparte anyja, Letizia Ramolino megveti és kerüli Joséphine-t.
Bonaparte hasznos szövetséget épít a kiismerhetetlen Talleyrand külügyminiszterrel. Talleyrand ösztökéli a tábornokot, hogy törjön politikai hatalomra. Bonaparte megveszi Joséphine-nek a Malmaison kastélyt, de nem tudja kifizetni, mert saját pénzsóvár testvéreit is ő tartja el. Az egyiptomi hadjárattól remél gazdag jövedelmet. Míg távol van, Párizsban Barras intrikál ellene. Joséphine megcsalja Barras-szal is, Charles kapitánnyal is. Az Egyiptomból hazatérő tábornok kidobja a házból a csalfa Joséphine-t, de a nő ügyes manipulációval az ujja köré csavarja. A Bonaparte család bosszúságára mégis együtt maradnak. Bonapartét országszerte győztes hadvezérként ünneplik.
A direktórium vezetői a royalistákkal kokettálnak. Az emigrációban élő XVIII. Lajos hercegi rangot ígér Barrasnak, ha visszasegíti trónjára. A köztársaság védelmében a Bonaparte fivérek, Joseph és Lucien beavatják Napoléont a direktórium megdöntésére szőtt összeesküvésbe. A tábornok megütközésére húga, Caroline közli, hogy hozzámegy Joachim Murat-hoz. Caroline viszont megnyeri az ügynek Murat-t is.
A puccs lebonyolításához Bonaparte támogatást kér Fouché rendőrminisztertől, akire ráijeszt, hogy a visszatérő royalisták számon fogják kérni rajta a jakobinus diktatúra idején Lyonban elkövetett tömeggyilkosságait. Fouché óva inti Bonapartét, ne bízzon Talleyrand-ban, mert a gróf eddig mindenkit elárult. 1799. november 9-10-én a Saint-Cloud-i kastélyban végrehajtják a brumaire 18–19-i államcsínyt. Murat katonasága szétkergeti a direktóriumot, megalakul a három tagú konzuli tanács, amelynek élére a népszerű Bonaparte tábornok kerül. Joséphine-nel beköltöznek a Tuileriák palotájába. Fouché figyelmezteti Bonapartét, hogy a royalisták az életére törnek. 1800. december 24-én (nivôse hónap 3-án) este az Első Konzul, Joséphine-nel és leányával, Hortense-szal, és húgával Caroline-nal színházba tartanak, amikor a párizsi Saint-Nicaise utcában lovaskocsiba rejtett pokolgép robban mellettük.

### 2. rész: 1800–1807
A konzul és családtagjai nagy szerencsével sértetlenül átvészelték a robbantást. Fouché kinyomozza a merénylet royalista szervezőit. Bonaparte, aki az anarchistákra és jakobinusokra gyanakszik, összekülönbözik Fouchéval. Bonaparte anyja figyelmezteti Josephine-t, hogy az Első Konzulnak örökösre lesz szüksége, hogy élete ne legyen veszélyben. Talleyrand megerősíti Fouché következtetését: a merényletet royalisták tervelték ki. Sugallatára Bonaparte elrendeli Enghien hercegének elrablását Ettenheimből, a Badeni Őrgrófság területéről, amit bizalmasa, Caulaincourt márki hajt végre. Az európai diplomáciai tiltakozást figyelmen kívül hagyva Bonaparte halálra ítélteti és kivégezteti a herceget. A kiismerhetetlen Talleyrand azt javasolja Bonaparténak, hogy koronáztassa császárrá magát, hogy egyenértékű félként tárgyalhasson Európa uralkodóival. Bátyja, Joseph megszervezi a sikeres népszavazást. A hatalomra sóvárgó Bonaparte család követeli Napóleontól a császári családtagokat megillető fejedelmi címeket és rangokat. Bonaparte Párizsba rendeli VII. Piusz pápát, hogy szentelje őt császárrá. A pápa azt a feltételt szabja, hogy Joséphine-nel egyházilag is keljen egybe. 1804. december 2-án Napóleon saját kezűleg koronázza meg magát és Joséphine-t, a pápa csak áldását adja rájuk. Napóleon anyja, aki lenézi Joséphine-t, távol marad, de alakját Napóleon ráfesteti Daviddal a koronázási festményre.
1805 őszén Napóleon megszemléli a boulogne-i katonai tábort, ahonnan Anglia invázióját tervezi elindítani. Az invázióról azonban le kell mondania, mert Ausztria és Oroszország új koalíciót köt ellene. Napóleon az austerlitzi csatában szétveri a koalíciós sereget, megköti a pozsonyi békét. Talleyrand első alkalommal javasolja Napóleonnak, hogy taszítsa el Joséphine-t és vegye feleségül Ferenc osztrák császár leányát, Mária Lujza főhercegnőt, aki császári örököst szülhetne neki. Napóleon azonban szerelmes Joséphine-be. Úgy véli, egy másik osztrák nő (Marie Antoinette) egyszer már szerencsétlenséget hozott Franciaországra, és elveti az ötletet. Családja beszervezi számára Éléonore Denuelle-t, Joséphine palotahölgyét. Joséphine érzi, hogy férjének szerelme lassan elfordul tőle. Anyja fél, hogy Napóleon meghalhat egy háborúban, és erre az esetre életjáradékot kér magának. A császár megütközik az őrajta élősködő családtagok önzésén és telhetetlen szerzési vágyán.
1806. október 14-én a jéna-auerstedti csatában legyőzi a poroszokat, majd Lengyelországon át az oroszok ellen indul. Joséphine fél, hogy a lengyel nők elcsavarják férje fejét, és utána akar utazni a frontra. Talleyrand lebeszéli erről, és azzal keseríti a császárnét, hogy Napóleon már nem szereti. Fouché tudatja a hadban járó császárral, hogy Éléonore egészséges fiúgyermeket szült, bizonyítva, hogy Napóleon nemzőképes. Varsóban Maria Walewska lengyel grófné, Walewicz-Walewski gróf fiatal felesége Napóleon szeretője lesz és igyekszik rávenni a császárt, hogy szabadítsa fel hazáját az orosz cári iga alól.
1807. február 8-án az eylaui csatában Napóleon megütközik a cári hadsereggel. Kegyetlen mészárlás kezdődik. Napóleont csak az utolsó percben megérkező Ney marsall ezrede menti meg az összeomlástól.

### 3. rész: 1807–1812
Az eylaui csatában Napóleon pirruszi győzelmet arat, óriási veszteségek árán. Tilsitben a békekötés fejében Sándor cárral megígérteti, hogy nem támogatja többé Angliát, és visszatartja Poroszországot és Ausztriát egy újabb háborútól. Cserébe Napóleon ejti a független Lengyel Királyság tervét.
Hortense de Beauharnais és Louis Bonaparte ötéves kisfia, Napoléon-Louis-Charles, akit a császár jövendő utódjának tekintett, meghal diftériában. Joséphine értesül férje és Maria Walewska grófné – „a lengyel feleség” – viszonyáról, és keserűen szembesül azzal, hogy az utódra vágyó császár előbb-utóbb „lecseréli őt”. Napóleon találkozik Éléonore de La Plaigne-nyel, megnézi tőle született fiát, Charles Léont, akinek grófi címet és jövedelmet juttat, de anyjával folytatott viszonyát lezárja.
1808-ban Anglia Portugálián át igyekszik bekeríteni Napóleont, aki spanyol segítséggel megszállja az országot. A Portugália felé vonuló francia seregek ellen Spanyolországban felkelés tör ki, IV. Károly királyt lemondatják, helyére fiát, VII. Ferdinándot ültetik. Az eldurvult gerillaháborúban Murat csak átmeneti sikereket tud elérni, katonáit civil felkelők mészárolják. Napóleon Bayonne-ba rendeli és „elcsapja” mindkét Bourbon királyt, helyettük saját bátyját, Josephet, Nápoly királyát helyezi a spanyol trónra. Joseph addigi helyére, Nápoly trónjára sógorát, Murat marsallt helyezi, aki Spanyolországot akarja, és úgy érzi, a császár kijátszotta. 1808 júniusában Madridban Dupont tábornok hadtestét spanyol felkelők kapitulációra kényszerítik, Joseph Bonaparte elmenekül. Napóleon első komoly stratégiai válságával néz szembe. Ney marsallt nagy erőkkel Spanyolországba küldi, ehhez erőket kell elvonnia a német területekről. Tárgyalni hívja Sándor cárt Erfurtba, hogy hátát biztosítsa kelet felől. Sándor nyeregben érzi magát, „nem akar emlékezni” korábbi tilsiti ígéretére. Napóleon tombol, de tehetetlen: készülnie kell az újabb osztrák-porosz támadásra.
Ney sem boldogul Spanyolországban, Napóleonnak személyesen kell Madridba mennie. Szembesül a háború és a tömegmészárlások borzalmaival. Közben Párizsban Talleyrand és Fouché a császár halálára spekulálnak, Caroline Bonaparte és férje, Murat marsall részvételével. Joséphine-t félretolnák, Hortense és Louis Bonaparte újszülött fiát tennék utóddá. Napóleon azonban visszatér. Talleyrand-t árulásáért elcsapja, Murat marsallt csak Caroline-ra való tekintettel kíméli meg a börtöntől.
1809-ben megindul az osztrák-porosz támadás. A frontra indulás előtti éjszakát Walewska grófnéval tölti, aki ismét emlékezteti a császárt Lengyelország függetlenségére. Az aspern-esslingi csatában az osztrákok győznek. A halálos sebet kapott Lannes marsall utolsó szavaival kéri császárát, vessen véget az öldöklésnek. A wagrami csatában Napóleon döntő győzelmet arat, és békekötésre kényszeríti Ferenc császárt. 1810-ben elválik Joséphine-től, és feleségül veszi a fiatal Mária Lujza főhercegnőt. 1811-ben megszületik közös fiuk, Napoléon François Joseph herceg, császári trónörökös, római király. Napóleon szakít Walewska grófnéval, aki megmutatja neki 1810-ben született közös fiuk, Alexandre képét, és könyörög a császárnak, védelmezze meg a Varsói Hercegséget a készülő orosz támadástól. Joséphine óva inti Napóleont a lengyel érdekekért Oroszország ellen vívandó háborútól. 1812-ben Napóleon mégis elindítja az orosz hadjáratot. A cári sereg kitér útjukból, Napóleon eljut a kiürített Moszkváig anélkül, hogy döntő ütközetet vívhatna. A várost a cár ügynökei felgyújtják. A tél közeledése miatt Napóleonnak el kell indulnia visszafelé.

### 4. rész: 1812–1821
A kegyetlen orosz tél és az orosz rajtaütések elpusztítják a visszavonuló Grande Armée-t. Napóleon hazatér Párizsba. Serege maradványainak mentését Murat-ra hagyja. Úgy érzi, továbbra is ő a helyzet ura, „kihirdeti a világbékét”. 1813 tavaszán Metternich herceg átadja Ferenc császár ultimátumát, követelve a német területek kiürítését. Napóleon magabiztosan visszautasítja. Ausztria hadat üzen. A Népek csatájában az osztrák–porosz–orosz–svéd szövetség döntő vereséget mér Napóleonra. Ney marsall elhagyja a császárt. Napóleon továbbra is magabiztos, ellentámadást tervez, de Caulincourt és Cambronne figyelmeztetik: vissza kell vonulni, a háború elveszett, már Franciaország területe van veszélyben. 1814 tavaszára az ellenséges hadak Párizs alá érkeznek. A császárnét és fiát Blois-ba menekítik. Joseph Bonaparte, akire a császár Párizs védelmét bízta, kapitulál. Április 6-án Fontainebleau-ban Napóleon lemondásra és száműzetésbe kényszerül, csak a kis Elba-sziget királyságát hagyják meg neki. Feleségét és fiát elszakítják tőle. Maria Walewska grófnő mérget küld szerelmének, hogy megmenekülhessen a győztesek bosszújától, az erkölcsi megsemmisítéstől, megalázástól, és méltósággal, császárként halhasson meg. Napóleon beveszi a mérget, de megmentik életét.
A lemondatott császár Elba szigetén éldegél, mint egy vidéki földbirtokos. Bizalmas ügynöke, Cipriani jelenti, hogy az angolok veszélyesnek érzik ellenségük elbai tartózkodását és titokban át akarják őt csempészni a távoli Szent Ilona-szigetre, megsértve a nagyhatalmak megállapodását. Arról is tájékoztatja a császárt, hogy Párizsban nő az elégedetlenség, és forr a gyűlölet a megszállók és a visszatérő Bourbonok ellen. Caulaincourt leveléből megtudja, hogy nagy szerelme, Joséphine meghalt Párizsban. 1815 tavaszán Napóleon megszökik Elbáról, kiköt Provence partjain. A nép lelkesen fogadja. XVIII. Lajos király a hozzá átállt Ney marsallt küldi elfogására, de a találkozáskor katonái átállnak Napóleonhoz, aki Ney-t is visszafogadja szolgálatába. Hamarosan Párizsba érkezik, Lajos királynak menekülnie kell. Talleyrand, aki szintén átállt a Bourbonokhoz, magabiztosan bevárja a császárt, hogy ismét neki ajánlja fel szolgálatait. Az ugyancsak árulóvá lett sógor, Murat marsall ajánlkozását Napóleon elutasítja, inkább Ney marsallt állítja a lovasság élére. A császár új hadsereggel háborúba indul. Egyenként akarja megverni az ellene gyülekező koalíciós hadakat. Április 18-án megkezdődik a waterlooi csata. Grouchy marsallnak a poroszokat kell megvernie, maga Napóleon az Wellington brit seregét támadja meg. A terv kezdetben sikeresen alakul, de a francia csapatokat felemészti a szívós brit ellenállás. Grouchy hibázik, a porosz hadsereg megérkezik a harctérre, és eldönti az ütközet sorsát.
A megtört Napóleon Párizsban megkapja a képviselőház ultimátumát, melyet a győztesekhez átállt Fouché kézbesít neki. Trónfosztását elkerülendő, a császár lemond fiának, a római királynak javára. Menekülnie kell a győztesek elől. Még meglátogatja Joséphine leányát, Hortense-t Malmaisonban, elbúcsúzik közös emlékeiktől. Amerikába készül, hogy ott a mérnöki tudományoknak szentelhesse életét. 1815 júliusában az Atlanti-óceán partján, az Aix-szigeten bujkál, de nem szállhat tengerre, mert brit hajók vadásznak rá. Cipriani megszervezné szökését egy halászhajó hordóiba rejtve, de Napóleon úgy véli, ezzel a francia császári méltóságának ártana. Bár Cipriani óva inti, Napóleon úgy dönt, a britek „úri becsületére” appellál: lemond az amerikai brit gyarmatok iránti igényéről, visszavonul a politikától, ha engedik Angliában egyszerű polgárként letelepedni.
A történet Szent Ilona szigetén végződik. Napóleon szerint a britek kijátszották, nem engedték partra lépni Angliában, hanem erre a távoli szigetre deportálták, melynek brit kormányzója, Hudson Lowe megkeseríti az életét, sorra eltávolítja a szigetről kísérőit, akik még vele maradtak. Napóleon úgy véli, Howe tanúk nélkül akarja meggyilkolni őt, lassan ható méreggel. A fogoly császár napról napra gyengül, súlyos hasi fájdalmak gyötrik, utolsó napjaiban visszaemlékezik a szigorú brienne-i kadétiskolában töltött gyermekéveire. 1821-ben, hosszú betegség után meghal, Lowe nagy megelégedésére. A záró felirat szerint a császár hamvait 19 évvel később (1840-ben) hazahozták Párizsba, végső nyughelyére.

## Szereposztás
| Szerep                                                           | Színész               | Magyar hangja (1. szinkron) |
| ---------------------------------------------------------------- | --------------------- | --------------------------- |
| Napoléon Bonaparte tábornok, I. Napóleon császár                 | Christian Clavier     | Kőszegi Ákos                |
| Joséphine de Beauharnais, Napóleon első felesége                 | Isabella Rossellini   | N/A                         |
| Joseph Fouché rendőrminiszter                                    | Gérard Depardieu      | Helyey László               |
| Charles-Maurice de Talleyrand gróf, külügyminiszter              | John Malkovich        | Kulka János                 |
| Letizia Bonaparte, Napóleon anyja                                | Anouk Aimée           | Tímár Éva                   |
| Armand Augustin de Caulaincourt márki                            | Heino Ferch           | N/A                         |
| Jean Lannes marsall                                              | Sebastian Koch        | N/A                         |
| Joseph Bonaparte, Napóleon bátyja, spanyol király                | Ennio Fantastichini   | Ujréti László               |
| Julie Clary, Joseph Bonaparte felesége                           | Deborah Rudetzki      | N/A                         |
| Jean-Baptiste Muiron ezredes, Bonaparte szárnysegédje            | Guillaume Depardieu   | N/A                         |
| Maria Walewska lengyel grófnő, Napóleon szeretője                | Alexandra Maria Lara  | Zakariás Éva                |
| I. Sándor orosz cár                                              | Toby Stephens         | Reisenbüchler Sándor        |
| Ausztriai Mária Lujza, Napóleon második felesége                 | Mavie Hörbiger        | Majsai-Nyilas Tünde         |
| Caroline Bonaparte, Napóleon húga, Murat felesége                | Marie Bäumer          | Györgyi Anna                |
| Joachim Murat marsall                                            | Claudio Amendola      | Sörös Sándor                |
| Klemens von Metternich osztrák nagykövet                         | Julian Sands          | Haás Vander Péter           |
| Hortense de Beauharnais, Joséphine leánya, Louis Bonaparte férje | Ludivine Sagnier      | Vadász Bea                  |
| Louis Bonaparte, Napóleon öccse, holland király                  | Grégoire Bonnet       | N/A                         |
| Pauline Bonaparte, Napóleon húga, Leclerc tábornok felesége      | Constance Dollé       | N/A                         |
| Eugène de Beauharnais, Joséphine fia                             | Dimitri Michelsen     | N/A                         |
| VII. Piusz pápa                                                  | John Wood             | Makay Sándor                |
| Geoffroy St-Hilaire természettudós                               | Christopher Heyerdahl | N/A                         |
| Hippolyte Charles huszárkapitány, Joséphine szeretője            | Alain Teulié          | N/A                         |
| Madame Coigny                                                    | Charlotte Valandrey   | N/A                         |
| Madame Tallien, Barras szeretője                                 | Florence Pernel       | N/A                         |
| Éléonore Denuelle, Napóleon szeretője                            | Jessica Paré          | Solecki Janka               |
| Pierre-Louis Roederer politikus, ügyvéd                          | Jean-Gabriel Nordmann | N/A                         |
| Hudson Lowe ezredes, Szent Ilona brit kormányzója                | David Francis         | Szélyes Imre                |
| Pierre Cambronne vikomt, tábornok                                | Serge Dupire          | N/A                         |
| Michel Ney marsall                                               | Alain Doutey          | Fülöp Zsigmond              |
| Madame Récamier                                                  | Florence Darel        | N/A                         |
| XVIII. Lajos király                                              | André Chaumeau        | Horkai János                |
| Jean-Nicolas Corvisart, Napóleon orvosa                          | Sylvain Corthay       | N/A                         |
| Madame de Staël                                                  | Fabienne Babe         | N/A                         |
| Lucien Bonaparte                                                 | Yves Jacques          | Schnell Ádám                |
| Paul Barras                                                      | Philippe Volter       | N/A                         |
| Kamarás a Tuileriákban                                           | Edward Olive          | N/A                         |
| IV. Károly spanyol király                                        | Vincent Grass         | N/A                         |
| Ferdinánd asztúriai herceg, spanyol trónörökös                   | Alain Flick           | N/A                         |
| Louis Antoine de Bourbon–Condé, Enghien hercege                  | David La Haye         | N/A                         |
| Jacques-Louis David, udvari festő                                | Claude Préfontaine    | N/A                         |
| Marbot tábornok                                                  | Görög László          | (saját hangján)             |

## Az alapmű
A négyrészes sorozat Max Gallo (1932–2017) történész-író 1997-ben megjelent Napóleon című regényes monográfiáján alapul, mely Napoléon Bonaparte életét írja le, kezdve az 1799. brumaire 18–19-i államcsínytől, amikor Bonaparte a Francia Köztársaság Első Konzuljává vált, majd 1804-es császárrá koronázásának eseményeit, győztes hadjáratait, majd vereségét, lemondását, rövid visszatérését és végső, életfogytig tartó száműzetését, 1821-ben bekövetkezett haláláig. A forgatókönyv megírásakor tiszteletben tartották Gallo regényének szellemiségét. A film Bonaparte döntései mögött megmutatja Bonaparte emberi érzéseit, motivációit, az életét végigkísérő szenvedélyes szerelmét Joséphine iránt, és bemutatja a császár környezetében működő intrikákat, hatalmi játszmákat, árulásokat is.
A film négyrészes szerkezete követi a Gallo-regény négy fejezetét, bár a filmben nem tűnnek fel az eredeti fejezetcímek:
- 1. rész: 1795–1800: Az indulás (Le Chant du départ)
- 2. rész: 1800–1807: Austerlitz napsütése (Le Soleil d’Austerlitz)
- 3. rész: 1807–1812: Királyok császára (L’Empereur des rois)
- 4. rész: 1812–1821: A Szent Ilona-i halhatatlan (L’Immortel de Sainte-Hélène)

## Forgatási helyszínek
A film felismerhető helyszínei:
- a compiègne-i kastély, „szerepe” szerint a párizsi Tuileriák palotája,
- a csehországi Kroměříž kastélya adja a moszkvai Kreml termeit,
- Vaux-le-Vicomte kastélya (Maincy, Seine-et-Marne).

Valós történelmi helyszínek (e helyeken Napóleon egykor valóban időzött):
- Austerlitz (Slavkov u Brna) kastélya, Csehországban,
- a versailles-i kastély,
- Malmaison kastélya, Joséphine és Bonaparte egykori lakóhelye Párizs közelében.

## Fogadtatás
A film a francia televíziókban hatalmas sikert aratott, az egyes részek 7–9 milliós nézőszámot értek el. Olaszországban Umberto Bossi, az Északi Liga alapítója erősen kikelt a tévéfilm ellen. „jakobinus propagandának” nevezte a művet, mely „hősként akarja beállítani azt a személyt, aki 200 000 is több olasz haláláért felelős.” Bossi szerint „Napólon diktátor volt, aki Itáliában eltörölte a demokratikus alapokat és megsemmisítette az Olasz Észak népeit.” Bossi kifogásolta, hogy a film készítését az olasz Rai Uno is finanszírozta, sőt fő műsoridőben sugározta is azt. A kialakuló sajtóvitában Gérard Depardieu (Fouché alakítója) azt üzente: „Nem Bossi fogja megmondani, hogy Napóleon szörnyeteg volt-e vagy sem.” Isabella Rossellini olasz színésznő (Joséphine császárné alakítója) is felszólalt a tévéfilm történelmi hitelessége mellett. 
A tévéfilm körül zajló viták felszínre hozták azt az igényt, hogy hasonló, ismeretterjesztő tévéfilmeket kell készíteni Itália történelmének kevéssé ismert és félremagyarázott eseményeiről.

## Eltérések a valós eseményektől
- Az első rész végén, a Saint-Nicaise utcai bombamerénylet jelenetében Bonaparte és Joséphine ugyanabban a hintóban, együtt utaznak, a valós esemény alkalmával két külön kocsiban voltak.
- A Saint-Nicaise utcai bombamerénylet 1800. december 24-én történt. Enghien hercege nem emiatt került gyanúba. Neve csak az 1803-ban leleplezett Cadoudal–Pichegru–Moreau-féle összeesküvés kapcsán merült fel. A herceg 1803-ban költözött a badeni Ettenheimbe, 1804-ben innen rabolták el és végezték ki.
- A második részben, egy 1807-es jelenetben Talleyrand úgy beszél a Code Napoléonról, mint éppen munkában lévő, készülő projektről. Valóságban a napóleoni törvénykönyv már 1804-ben hatályba lépett.
- A harmadik részben, az 1808-as erfurti találkozó idején Napóleon császár és Sándor cár Paganini 24. capriccióját hallgatják, melyet Paganini valójában 1817-ben komponált, amikor Napóleon már Szent Ilona szigetén élt fogságban.
- A negyedik részben, Napóleon 1815-ös visszatérésekor Talleyrand figyelmezteti XVIII. Lajos királyt, hogy menekülnie kell a Tuileriákból, mert Napóleon és serege közeledik Párizshoz. Valójában Talleyrand ebben az időben a bécsi kongresszuson tartózkodott.
- A negyedik részben Murat marsall az 1815-ös waterlooi csata előtt felajánlja szolgálatait a visszatért császárnak, aki elutasítja őt. Valójában Murat levélben tette meg ajánlatát, mert Itáliában tartózkodott ebben az időben. A császár és sógora 1813-ban találkozott egymással utoljára személyesen, a lipcsei csatavesztés után.

## További információ
- Napóleon a PORT.hu-n (magyarul)
- Napóleon az Internetes Szinkronadatbázisban (magyarul)
- Napóleon az Internet Movie Database-ben (angolul)
- Napóleon a Rotten Tomatoeson (angolul)
- Napóleon a Box Office Mojón (angolul)
- Napoléon (2002) (francia nyelven). AlloCiné.fr
- Napoleon (2002), a teljes film (időtartam 6h 02') (német nyelven). Filmdienst.de